# Rune Grammofon
La Rune Grammofon è un'etichetta discografica norvegese.

## Storia
La Rune Grammofon venne fondata nel 1998 da Rune Kristoffersen. Dal 2002 al 2005, l'etichetta distribuì i suoi dischi tramite la ECM. Il roster dell'etichetta comprende artisti di musica jazz, elettronica e sperimentale fra cui i Supersilent, Deathprod, Arve Henriksen, Shining, Susanna and the Magical Orchestra, Jono El Grande, Skyphone, Alog, Phonophani e Food.